# Louis Maurer
Louis Maurer (21 februari 1904 - 1 mei 1988) was een Zwitsers voetballer en voetbalcoach die speelde als doelman.

## Carrière
Maurer speelde van 1929 tot 1934 bij Lausanne-Sport, in 1932 won hij het landskampioenschap.
Hij had meer succes als coach en trainde Lausanne-Sport, FC Fribourg, Olympique Marseille, RUS Tournaisienne, FC Zürich, FC Lugano en AC Bellinzona.
Hij trainde Zwitserland van 1970 tot 1971.

## Erelijst

### Als Speler
- Lausanne-Sport
  - Landskampioen: 1932

### Als Trainer
- FC Zürich
  - Landskampioen: 1963, 1966
  - Zwitserse voetbalbeker: 1966
- Lausanne-Sport
  - Zwitserse voetbalbeker: 1950
- FC Lugano
  - Zwitserse voetbalbeker: 1968